# ديريك تورنبول
ديريك تورنبول (بالإنجليزية: Derek Turnbull)‏ هو ضابط شرطة بريطاني، ولد في 2 أكتوبر 1961 في هاويك ‏ في المملكة المتحدة.

## وصلات خارجية
- ديريك تورنبول عل موقع إسبنسكروم (الإنجليزية)